# باربرا فالنتين
باربرا فالنتين (بالألمانية: Barbara Valentin)‏ هي ممثلة نمساوية (وحملت سابقاً جنسية ألمانيا النازية)، ولدت في 15 ديسمبر 1940 بفيينا في النمسا، وتوفيت في 22 فبراير 2002 بميونخ في ألمانيا بسبب نزف مخي.

## وصلات خارجية
- باربرا فالنتين على موقع IMDb (الإنجليزية)
- باربرا فالنتين على موقع مونزينجر (الألمانية)
- باربرا فالنتين على موقع ألو سيني (الفرنسية)
- باربرا فالنتين على موقع أول موفي (الإنجليزية)
- باربرا فالنتين على موقع قاعدة بيانات الأفلام السويدية (السويدية)
- باربرا فالنتين على موقع قاعدة بيانات الفيلم (الإنجليزية)
- باربرا فالنتين على موقع كينوبويسك (الروسية)